# 千葉県道161号成田滑河線
千葉県道161号成田滑河線（ちばけんどう161ごう なりたなめがわせん）は、千葉県成田市を通る一般県道。

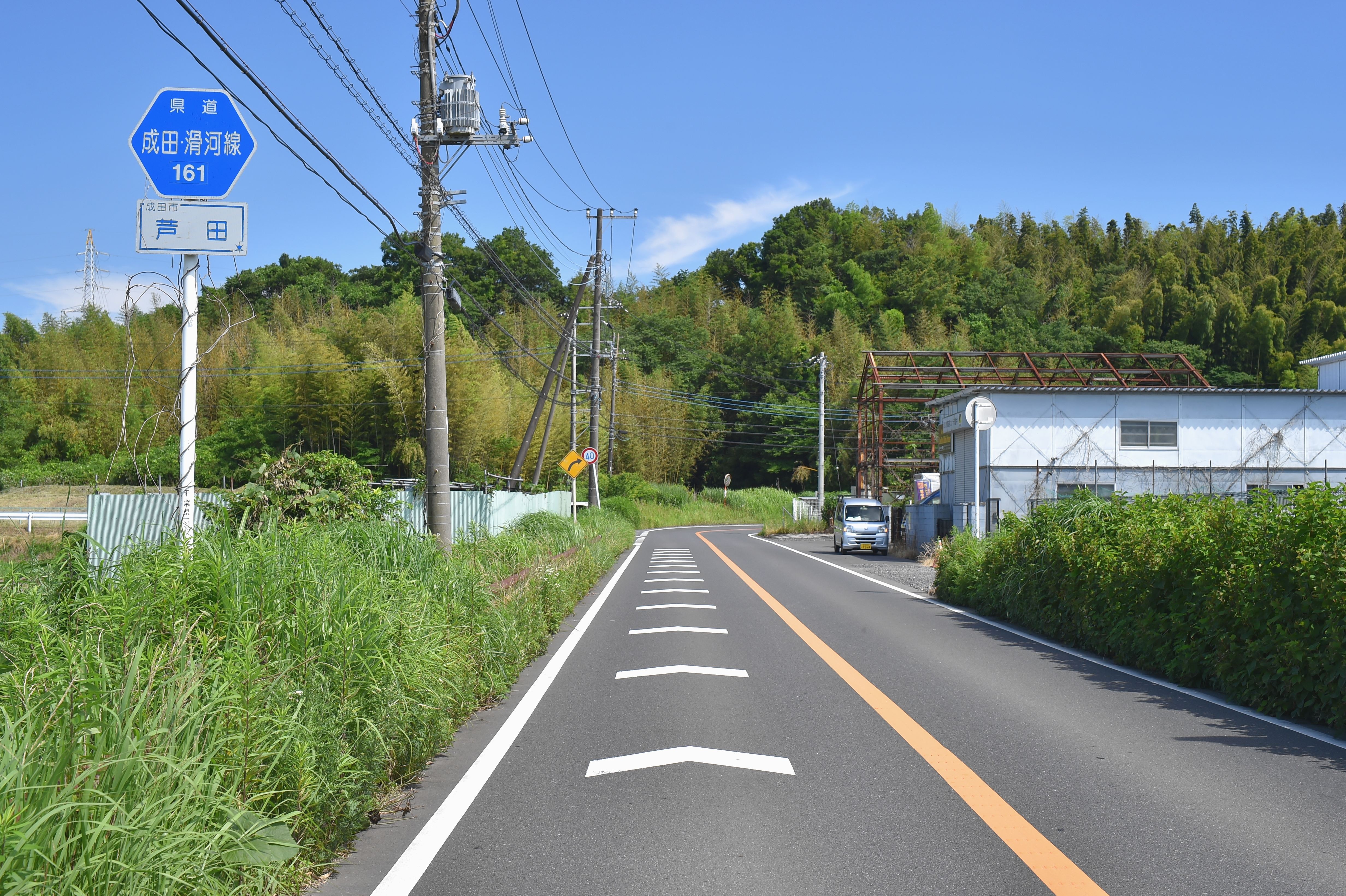
千葉県道161号成田滑河線
成田市芦田（2023年6月）

## 路線データ
- 起点：成田市宝田（宝田交差点、国道408号交点）
- 終点：成田市高岡（常総大橋脇交差点、国道356号交点）
- 総延長：9.875 km（成田土木事務所管内：9.875 km[1]）
- 重用延長：2.004 km（成田土木事務所管内：2.004 km）
- 未供用延長：なし（成田土木事務所管内：0.0 km）
- 実延長：7.871 km（成田土木事務所管内：7.871 km[1]）

## 路線状況

### 重複区間
- 千葉県道103号江戸崎下総線（滑川観音脇交差点 - 成田市高岡〈千葉県道79号交点〉）
- 千葉県道79号横芝下総線（成田市高岡〈千葉県道79号交点〉 - 常総大橋脇交差点〈国道356号交点〉）

### 道路施設
- 新妻橋（根木名川、成田市宝田 - 同市新妻）

## 地理

### 通過する自治体
- 成田市

### 交差する道路
- 国道408号 - 成田市宝田（宝田交差点、起点）
- 千葉県道103号江戸崎下総線 - 成田市滑川（滑川観音脇交差点）